# Loredana Marino
Loredana Marino (Acireale, 24 gennaio 1970) è un'attrice e cantautrice italiana.

## Biografia
Nata ad Acireale, Loredana Marino dopo la laurea in filosofia e il diploma presso la scuola di arte drammatica del Teatro Stabile di Catania ha iniziato a recitare in teatro. In coppia con Turi Ferro ha interpretato il ruolo di Lia nell'adattamento teatrale di Ghigo De Chiara de I Malavoglia di Giovanni Verga, il ruolo di Lillina in Pensaci, Giacomino! di Luigi Pirandello e di Trisina ne La cattura di Andrea Camilleri.
Ha poi interpretato il ruolo di Jana ne La governante di Vitaliano Brancati con la regia di Walter Pagliaro.
Per la tv, ha partecipato a varie fiction e film; è stata tra i protagonisti di Donne di mafia e successivamente di Agrodolce, dove ha interpretato il personaggio di Peppa Granata per oltre 250 puntate. Nella fiction L'onore e il rispetto - Ultimo capitolo interpreta Piera Maccaluso. Nel 2019 interpreta Franca nel film Picciridda - con i piedi nella sabbia di Paolo Licata, tratto dal romanzo Picciridda di Catena Fiorello.
Si è cimentata anche nella scrittura e nel 2015 si è proposta come cantautrice pubblicando il suo primo CD musicale, Senzabbentu, nel quale interpreta dieci canzoni in siciliano da lei stessa scritte e musicate. Due brani dell'album, Abbagliu e Accussì, vengono inseriti a febbraio 2020 nella colonna sonora (vincitrice del globo d'oro) del film Picciridda - Con i piedi nella sabbia. A giugno 2023 esce il singolo I love you so much, anticipazione del nuovo album, seguito da un altro singolo Uora.
Il 12 luglio 2024, esce il secondo album, dal titolo Toi; nove brani rock/alternative, da lei composti in lingua siciliana.

## Teatro
- Storia di una capinera, (1996), di Giovanni Verga, Taormina Arte
- Liolà, (1997), di Luigi Pirandello, regia di Walter Manfrè
- I Malavoglia, (1998), di Giovanni Verga, con Turi Ferro
- Pensaci, Giacomino!, (1999/2000), di Luigi Pirandello, con Turi Ferro
- La cattura, (2000/01), di Andrea Camilleri, con Turi Ferro ed Ida Carrara
- Cavalleria rusticana, (2000/01), di Giovanni Verga, con la partecipazione straordinaria di Pippo Baudo, regia di Giorgio Pressburger
- La governante, (2002/03), di Vitaliano Brancati, con Andrea Jonasson e Pippo Pattavina e la regia di Walter Pagliaro
- Diskolos (Il misantropo), (2005), di Menandro, con Tuccio Musumeci, regia di R. Bernardi
- George Dandin o il marito confuso, (2004/06), di Molière, con Lello Arena
- Trilogia della villeggiatura, (2006/07), con Lello Arena
- Il cappello di carta, (2012/13), di Gianni Clementi
- Il contravveleno ('U contra), (2013), di Nino Martoglio, con Tuccio Musumeci
- Nedda, (2013), di Giovanni Verga
- Non ti pago, (2014), di Eduardo De Filippo, con Tuccio Musumeci, regia di Armando Pugliese
- 'U sapiti com'è..., (2014), di Francesca Sabato Agnetta, con Gilberto Idonea

## Filmografia

### Cinema
- Maestrale, regia di Sandro Cecca (1999)
- Terra rossa, regia di Giorgio Molteni (2001)
- War Story, regia di Mark Jackson (2014)
- La Divina Dolzedia, regia di Aurelio Grimaldi (2017)
- Picciridda con i piedi nella sabbia, regia di Paolo Licata (2019)
- L'amore che ho, regia di Paolo Licata (2024)

### Televisione
- Il commissario Montalbano – serie TV (1999)
- Donne di mafia, regia di Giuseppe Ferrara – miniserie TV (2002)
- Agrodolce – soap opera (2008-2009)
- L'onore e il rispetto - Ultimo Capitolo – serie TV (2017)